# Comuna Tatarîniv, Horodok
Tatarîniv (în ucraineană Татаринів) este o comună în raionul Horodok, regiunea Liov, Ucraina, formată din satele Palanîkî și Tatarîniv (reședința).

## Demografie
Componența lingvistică a comunei Tatarîniv
     Ucraineană (100%)
Conform recensământului din 2001, toată populația comunei Tatarîniv era vorbitoare de ucraineană (100%).